# Kathedrale von Terrassa

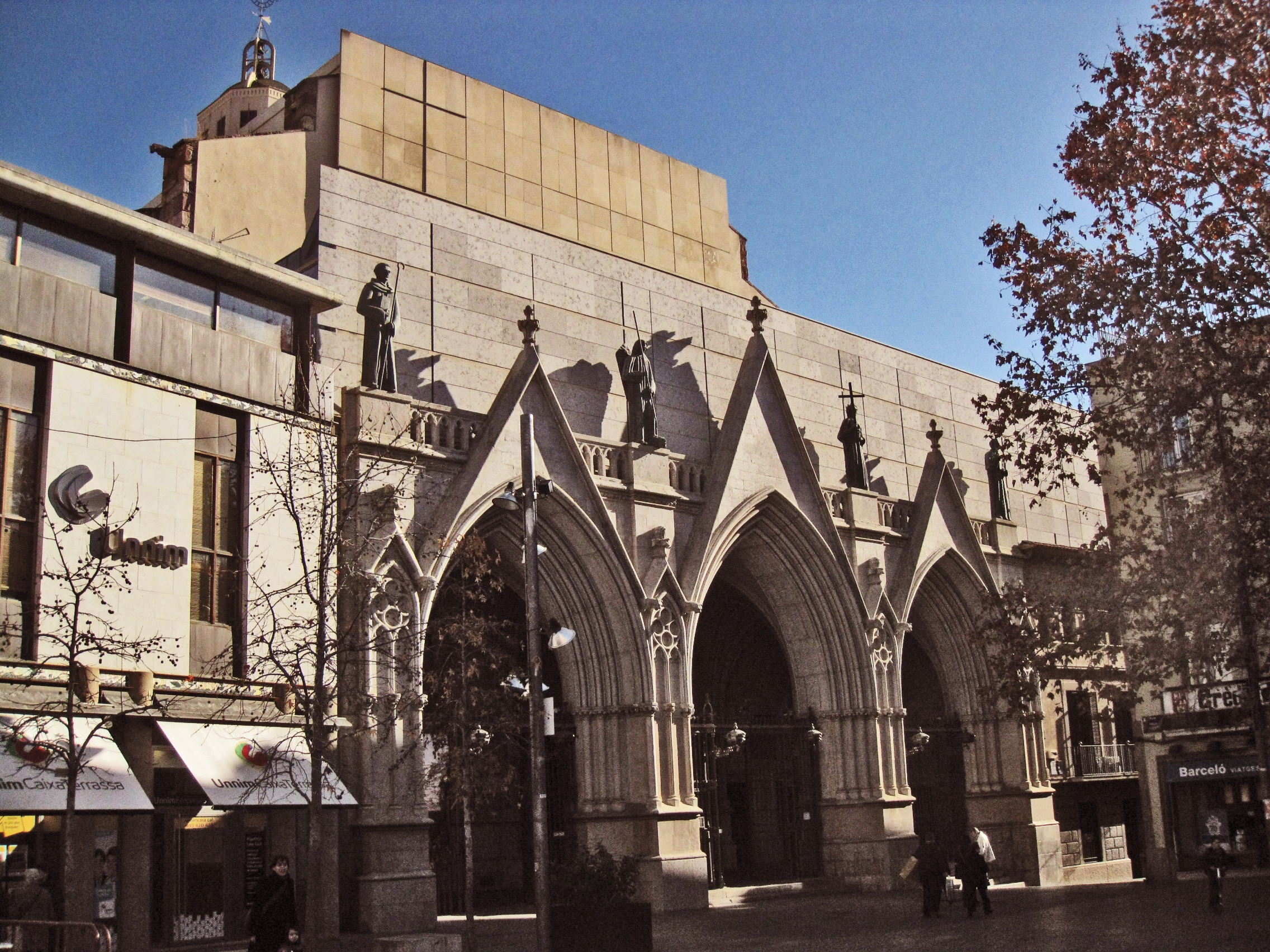
Kathedrale von Terrassa

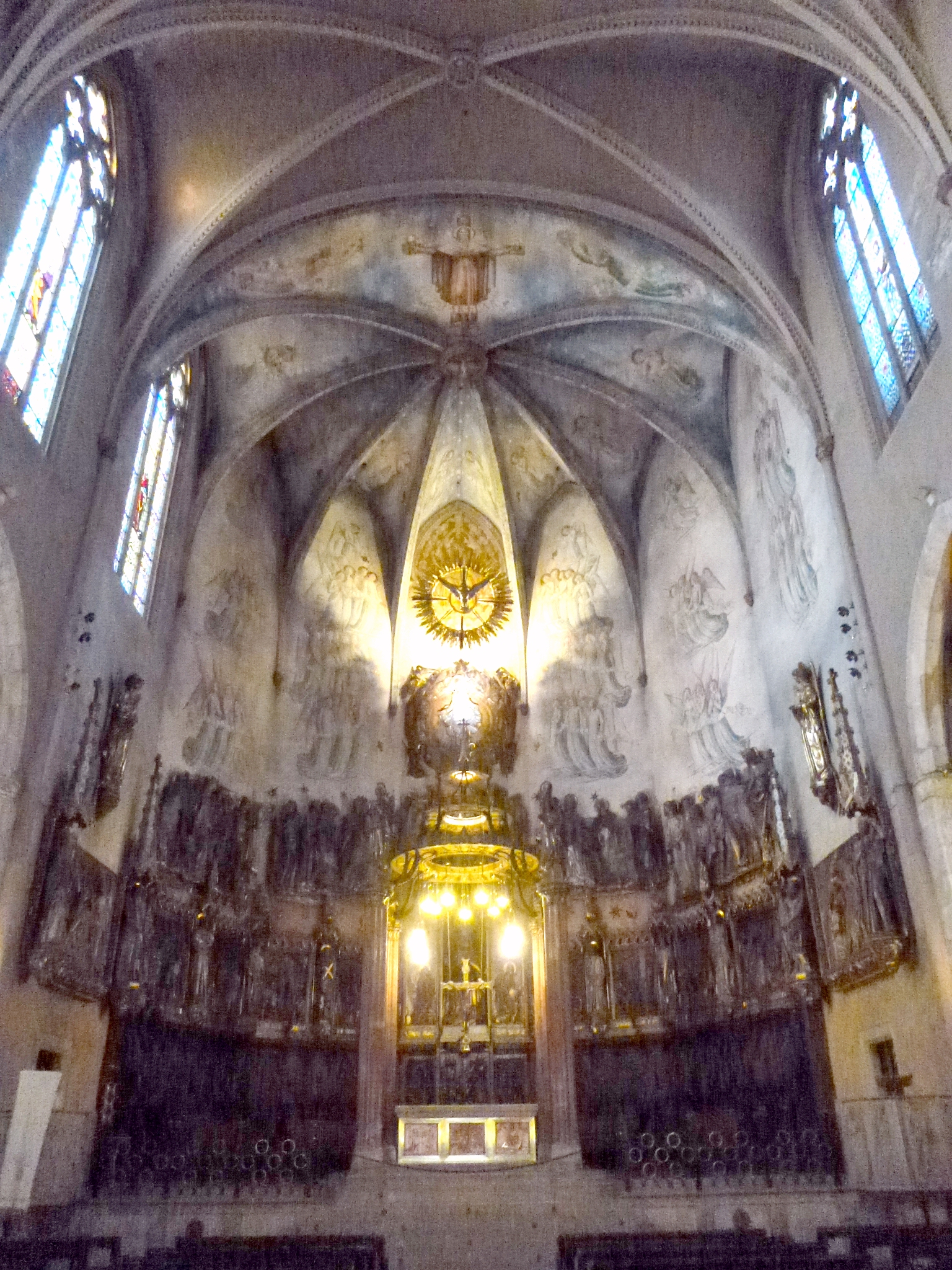
Chorraum

Die Kathedrale von Tarrassa oder die Kathedrale des Heiligen Geistes (katalanisch Catedral de Terrassa bzw. Basílica del Sant Esperit) ist eine Kirche in Terrassa, Katalonien, Spanien. Die Kathedrale des 2004 geschaffenen Bistums Terrassa trägt den Titel einer Basilica minor und ist ein katalanisches Kulturerbe.

## Geschichte
Die Kirche wurde zwischen 1574 und 1616 als Pfarrkirche erbaut. Sie wurde trotz des damals aktuellen Barocks im Stil der Gotik errichtet. Während des Spanischen Bürgerkriegs (1936–1939) wurde sie durch einen Brand im Inneren beschädigt und diente zeitweise als Autoabstellplatz.
Papst Pius XII. erhob die Kirche 1953 in den Rang einer Basilica minor, die Restaurierung wurde 1958 abgeschlossen. 1999 wurde die Umgestaltung des Glockenturms und der Fassade abgeschlossen, die im oberen Teil unvollendet war. Auch das 1918 erbaute Eingangsatrium der Basilika im neugotischen Stil litt unter den Auswirkungen des Krieges und wurde mit den Apostelskulpturen von Nicanor Carballo wiederaufgebaut, um die Skulpturen von Josep Llimona zu ersetzen, der während des Brandes verloren gingen. Es wurde 1994 geweiht.
Seit 2004 ist die Basilika des Heiligen Geistes der Sitz des neuen Bistums Tarrassa. Es steht in der Tradition des Bistums von Egara, das zwischen dem 5. und 8. Jahrhundert existierte und infolge der Sarazeneneinfälle aufgelöst wurde, von dem aber noch die Kirchenfamilie von Terrassa zeugt.

## Architektur
Die Heilig-Geist-Basilika hat ein einziges Kirchenschiff mit Seitenkapellen zwischen den Strebepfeilern. Nach dem Querschiff schließt sie mit einer polygonalen Apsis. Der Hochaltar mit Chorgestühl wurde in den 1940er Jahren durch den Architekten Lluís Bonet i Garí und den Maler Antoni Vila i Arrufat geschaffen. Mit seinen skulpturalen Reliefs, Statuen und Chorstühlen gilt er als eine der herausragenden Bühnenbilder der unmittelbaren Nachkriegszeit. Das Bild des heiligen Petrus in der Altarmitte sticht heraus.
Die Santo-Cristo-Kapelle steht am linken Arm des Querschiffs, wo 1992 das Pfarrmuseum eingerichtet wurde. Im Hintergrund hängt der Prozessionswagen für Gründonnerstag, Gold- und Silbergegenstände sowie verschiedene Bücher und antike Dokumente, wie z. B. ein Miniatur-Evangelistenbuch aus dem 11. Jahrhundert, werden präsentiert.
Eine Skulpturengruppe der Grablegung Christi steht am rechten Arm des Querschiffs. Es ist das wichtigste Kunstwerk der Basilika und eines der wenigen Beispiele für die Renaissance-Skulptur in Katalonien, sie wurde von Martín Díez de Liatzasolo 1544 vollendet. Die Gruppe besteht aus acht hochragenden Figuren mit dem liegenden Christus in der Mitte. Während des Bürgerkriegs wurde die Gruppe zerstört, aber die Stücke wurden in den Kirchen von San Pedro aufbewahrt und nach dem Krieg wiederaufgebaut.
Die Santísimo-Kapelle und die Sakristei bilden einen Komplex an der Südseite der Basilika, ein Werk des modernistischen Architekten Lluís Muncunill i Parellada (1907), Entwerfer wichtiger Gebäude der Stadt Tarrasa. Besonders bemerkenswert sind die Parabelbögen auf dem Dach.